# Philipp Janz
Philipp Janz (* 5. August 1813 in Mainz; † 10. November 1885 ebenda) war ein deutscher Landschafts- und Genremaler sowie Restaurator und Konservator.

## Leben
Janz wurde zunächst wie sein Vater Küfer. Danach besuchte er die Kunstakademien von Düsseldorf und München. 1841 kehrte er nach Mainz zurück. Dort wurde er als Konservator und Restaurator an der Städtischen Gemäldegalerie, dem heutigen Landesmuseum Mainz, tätig. 1877/1878 beteiligte er sich an der Reinigung und Prüfung der Sammlung des Städelschen Kunstinstituts in Frankfurt am Main.
Janz malte Landschaften mit figürlicher Staffage sowie Genrebilder. Seine Leidenschaft galt vor allem der niederländischen Malerei des 16. und 17. Jahrhunderts, möglicherweise eine Folge seiner künstlerischen Prägung an der Düsseldorfer Akademie. In diesem Gebiet trug er auch eine kleine Sammlung zusammen, aus der einige Bilder nach seinem Tod in den Bestand der Gemäldegalerie Mainz übergingen. Ferner wirkte er als Kopist. Ein Porträt des Malers schuf Eduard von Heuss.